# Dajtki
Dajtki (deutsch Deuthen) ist ein Stadtteil der kreisfreien Stadt Olsztyn (deutsch Allenstein) in der polnischen Woiwodschaft Ermland-Masuren.

## Geographische Lage
Dajtki liegt im Südwesten der Stadt Olsztyn im Westen der Woiwodschaft Ermland-Masuren. Bis zum Stadtzentrum sind es vier Kilometer.

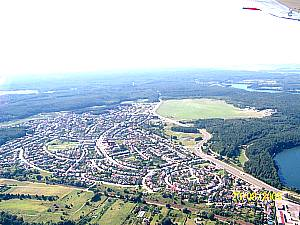
Luftaufnahme von Dajtki aus dem Jahre 2005

|  |

## Geschichte
Bis zu seiner Eingliederung im Jahre 1936 in die Stadt Allenstein war Deuthen ein selbständiges Dorf im Kreis Allenstein in Ostpreußen, danach nochmals zwischen 1945 und 1966 als Dajtki.
Am 2. Januar 1355 erhielt der Pruße Georgio Land nach Kulmer Recht zur Dorfgründung. Am 18. August 1689 erfolgte die Erneuerung der Handfeste. 1820 wurden für das „königliche Dorf im Amt Allenstein“ 30 Feuerstellen bei 155 Einwohnern genannt. Bei einer Volkszählung im Jahre 1861 hatte das Dorf 42 Wohngebäude bei 335 Einwohnern.
Als am 7. Mai 1874 der Amtsbezirk Posorten (polnisch Pozorty) im ostpreußischen Kreis Allenstein errichtet wurde, wurde die Landgemeinde Deuthen eingegliedert. 1910 waren im Dorf 581 Einwohner gemeldet. Als der Amtsbezirk Posorten aufgelöst wurde, wurde Deuthen am 1. August 1930 in den Nachbaramtsbezirk Kudippen (polnisch Kudypy) umgegliedert. Die Zahl der Dorfbewohner stieg bis 1933 auf 679.
Am 1. Juli 1936 erfolgte die Eingemeindung des größten Teils von Deuthen in die Stadt und den Stadtkreis Allenstein. Es handelte sich dabei um das Gebiet zwischen dem Okuli-See (polnisch Jezioro Ukiel, umgangssprachlich auch Krzywe) und dem Kartauer See (polnisch Jezioro Kortowskie). Die Einwohnerzahl war bis zum Jahre 1939 auf 976 angewachsen.

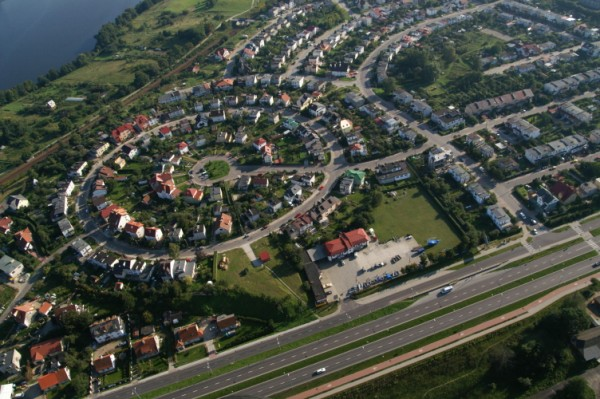
Das Wohngebiet der ul. Okrągla in Dajtki

Mit dem Einmarsch der Roten Armee in Ostpreußen zu Beginn des Jahres 1945 begannen die Flucht und Vertreibung der einheimischen Bevölkerung aus der Stadt und den umliegenden Dörfern einschließlich Deuthens. Das gesamte südliche Ostpreußen war an Polen abzutreten. Deuthen erhielt die polnische Namensform „Dajtki“, war zunächst wieder selbständig, bis es 1966 nach Olsztyn eingemeindet wurde und den Status eines Stadtteils erhielt. Dieser zählte im Jahre 2011 insgesamt 5.682 Einwohner.

## Religion

### Christentum – evangelisch
Bis 1945 war Deuthen in die evangelische Kirche Allenstein in der Kirchenprovinz Ostpreußen der Kirche der Altpreußischen Union eingepfarrt. Heute ist Dajtki der Christus-Erlöser-Kirche Olsztyn in der Diözese Masuren der Evangelisch-Augsburgischen Kirche in Polen zugeordnet.

### Christentum – römisch-katholisch

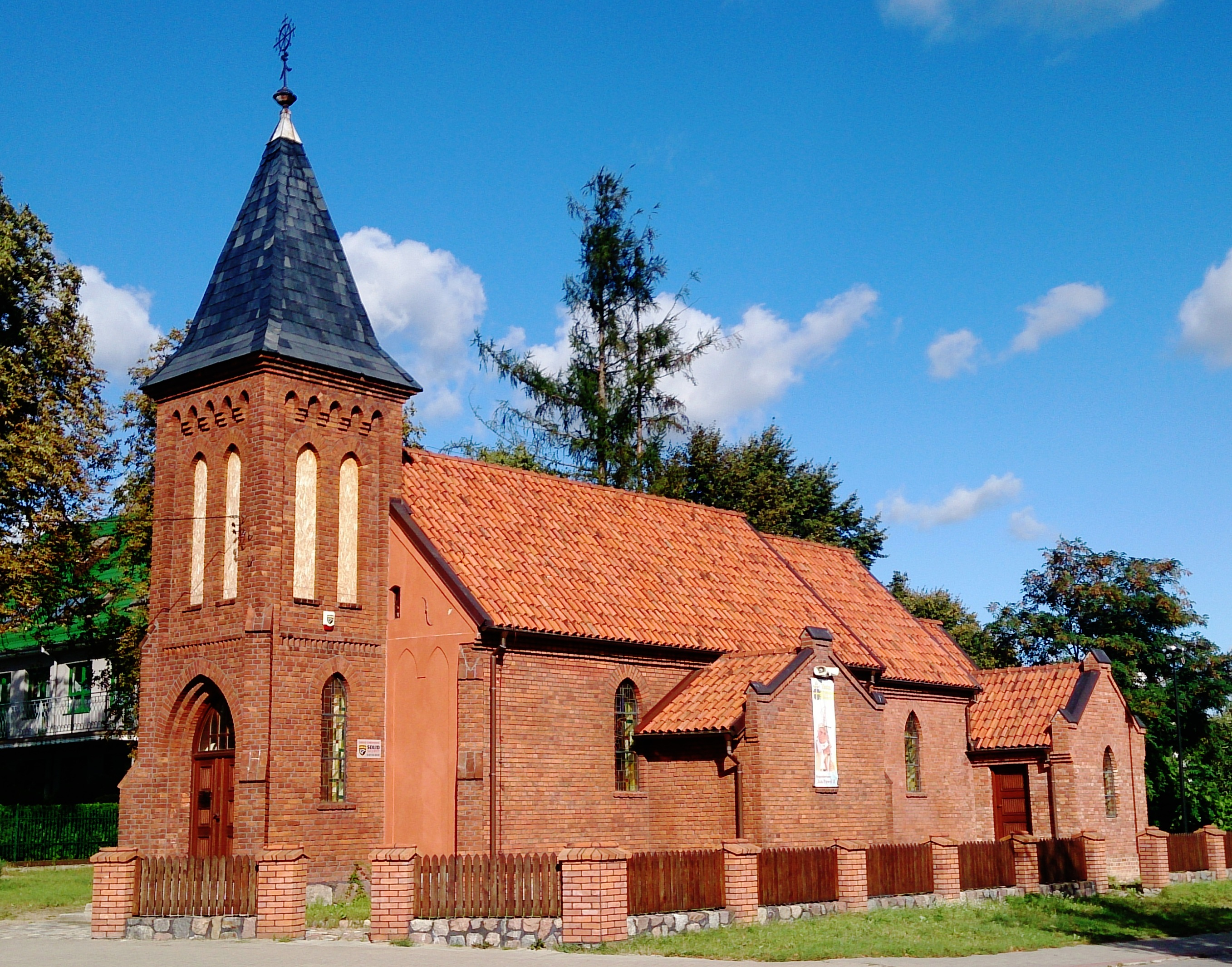
Die römisch-katholische Rosenkranzkirche Olsztyn Dajtki im Jahre 2013

#### Pfarrgemeinde
Vor 1945 war Deuthen in die römisch-katholische Pfarrei St. Jacobi in Allenstein im damaligen Bistum Ermland eingegliedert. Bereits vor 1820 regte sich der Bedarf nach einem eigenen kirchlichen Zentrum, dem man mit der Errichtung eines eichenen Straßenkreuzes sowie eines Glockenstuhls Rechnung zu tragen versuchte. Dort konnte man sich wenigstens zu Andachten und speziellen Zeremonien treffen.

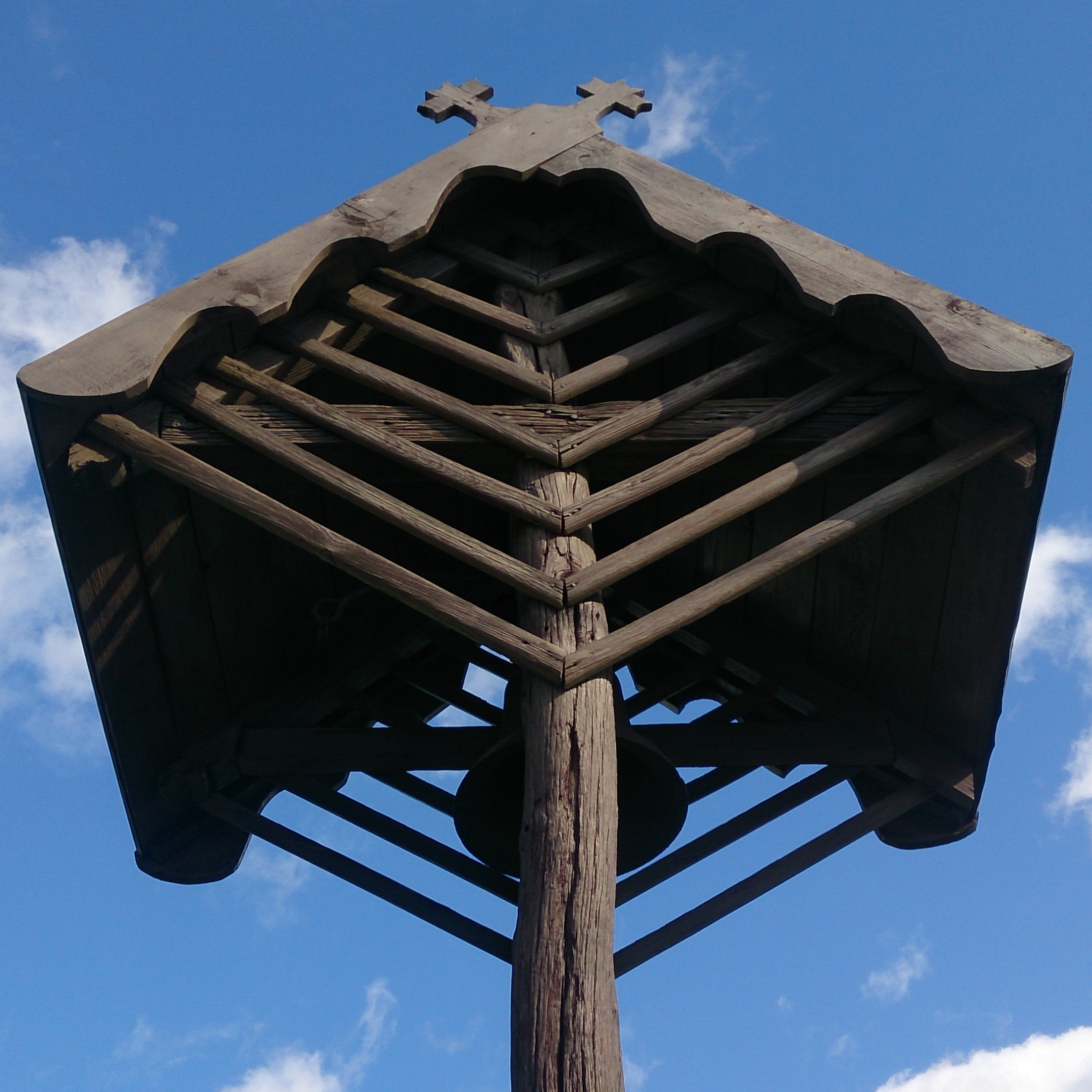
Die Glocke im Holzglockenstuhl

Im Jahre 1878 schließlich wurde in Deuthen eine Kirche errichtet, ein Backsteingebäude, das man der Mutter Gottes vom Rosenkranz widmete. Sie war lange Filialkirche von St. Jacobi in Allenstein. Am 15. Februar 1978 wurde in Dajtki eine eigene Pfarrei errichtet. Sie ist dem Dekanat Olsztyn III – Gutkowo im jetzigen Erzbistum Ermland zugeordnet.

#### Friedhof

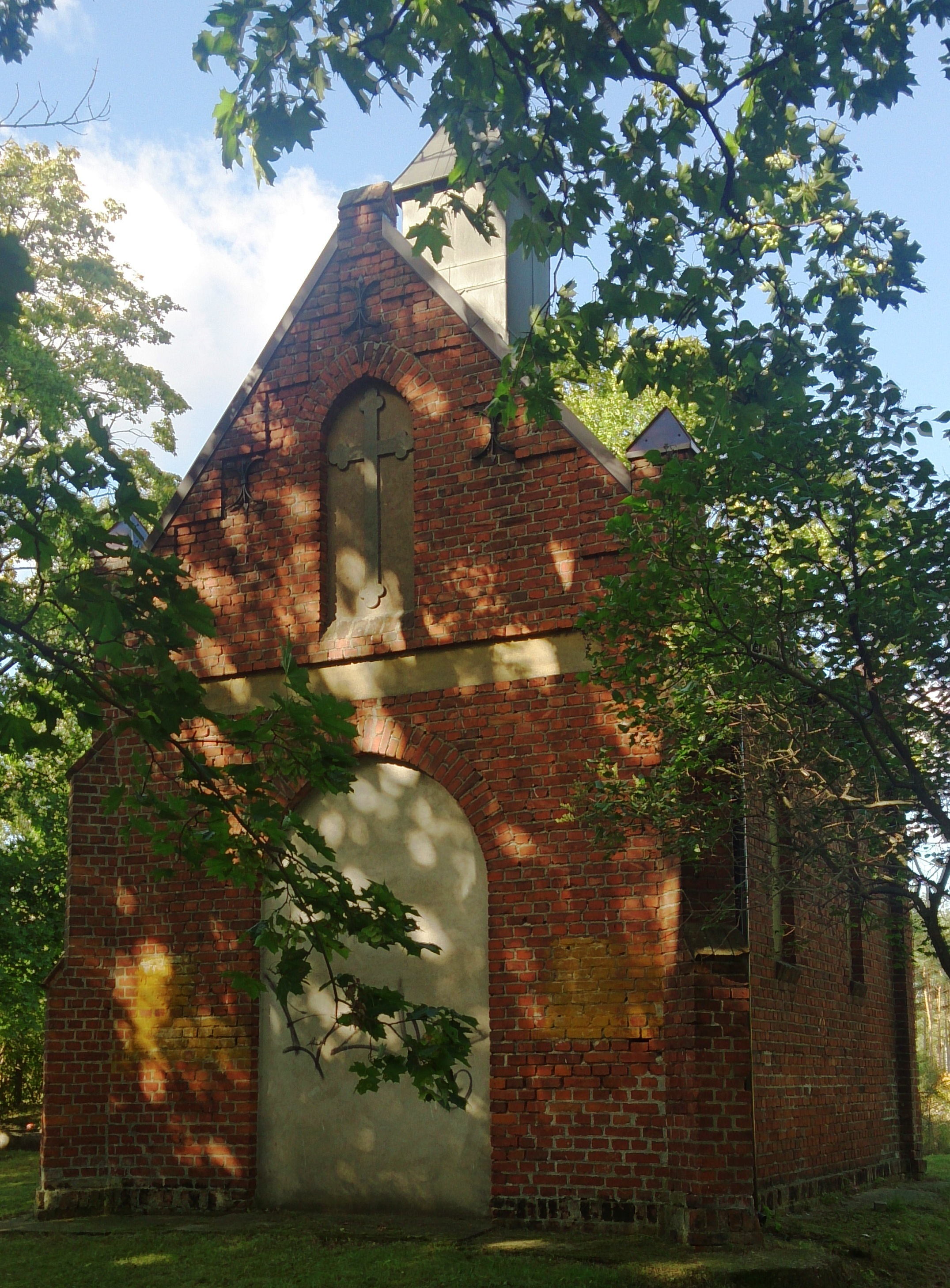
Die St.-Nepomuk-Kapelle von 1909

An der ulica Sielska befindet sich der römisch-katholische Friedhof aus der zweiten Hälfte des 19. Jahrhunderts mit der Kapelle des Hl. Nepomuk von 1909.
In den 1970er Jahren verfiel der Friedhof mit dem Kriegerdenkmal von 1932 immer mehr – bis zum Jahre 2013, als auch das Kriegerdenkmal nicht nur restauriert, sondern sogar mit einer neuen deutsch-polnischen Gedenktafel ausgestattet wurde. Ihr Text lautet: „Dieses Denkmal wurde im Jahre 1932 zum  Gedenken an die Gefallenen des Dorfes Deuthen errichtet, die an verschiedenen Frontabschnitten des 1. Weltkrieges ihr Leben verloren haben. Das Denkmal wurde im Jahre 2013 restauriert“.

## Verkehr

### Straße
Dajtki wird von der ul. Sielska durchquert, die einstmals einen Abschnitt der deutschen Reichsstraße 127 bildete. Lange Zeit war sie als polnische Landesstraße 16 die Verbindungsstraße zwischen Grudziądz (Graudenz) im Westen und der polnisch-litauischen Staatsgrenze bei Ogrodniki im Osten. Die Landesstraße 16 wird derzeit als Schnellstraße 16 ausgebaut, die die Stadt Olsztyn südlich umfährt.

### Schiene
Seit dem 9. Dezember 2018 ist „Olsztyn Dajtki“ eine Bahnstation für Personenverkehr. Sie liegt in der Wohnsiedlung an der Bławatna-Straße. Zwei Linien der Polnischen Staatsbahn (PKP) fahren die Station an: die Linie 216 von Działdowo nach Olsztyn und die Linie 353 von Posen über Toruń nach Skandawa, die heute an der polnisch-russischen Grenze zur Oblast Kaliningrad endet und früher bis nach Insterburg (russisch Tschernjachowsk) führte.

### Luft

#### Internationaler Flugverkehr
Der Olsztyn Dajtki am nächsten liegende internationale Flughafen ist der in Danzig.

#### Regionaler Flughafen
Der regionale Flughafen Olsztyn-Mazury befindet sich südlich von Szczytno (Ortelsburg), etwa 60 Kilometer von Olsztyn entfernt unweit des Dorfes Szymany (Groß Schiemanen).

#### Flugplatz Olsztyn-Dajtki

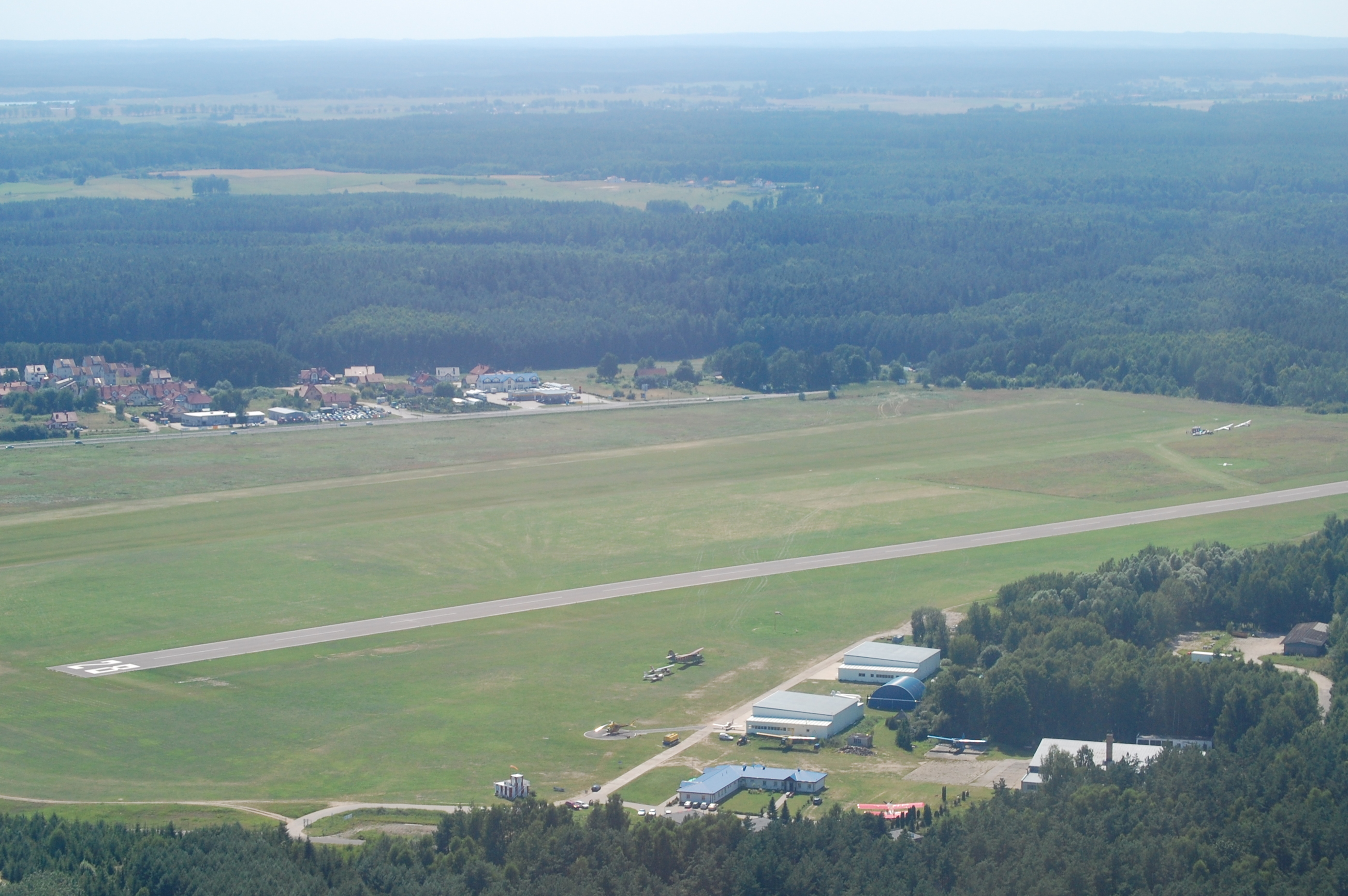
Luftaufnahme vom Flugplatz Olsztyn Dajtki

In der Sielska-Straße in Dajtki befindet sich der zivile Sportflughafen „Lotnisko Olsztyn-Dajtki“. Ursprünglich sollte er nur zivilen Zwecken dienen – wie den Passagierflügen nach Danzig bereits ab dem 1. Juni 1926. Nicht zuletzt dank eines Besuchs von Adolf Hitler im Jahre 1936 wurde der Flugplatz 1939 von der Luftwaffe inoffiziell militärischen Zwecken angepasst. Er verfügte über eine Startbahnfläche von 595 × 595 Metern und zwei Hangars. Während des Zweiten Weltkrieges war der Flughafen ganz in der Hand der deutschen Armee und wurde ab 1945 von der Roten Armee übernommen.
Die Startbahnlänge wurde inzwischen auf 850 Meter ausgebaut, so dass kleine Flugzeuge bis zu 12,5 Tonnen hier starten und landen können. Das gilt für kleine Passagiermaschinen als auch für Rettungsflugzeuge.

## Persönlichkeiten
- Wolf Lepenies (* 11. Januar 1941 in Deuthen), deutscher Soziologe und Wissenschaftspolitiker